# Quadrille (film, 1997)
Pour les articles homonymes, voir Quadrille.
Pour plus de détails, voir Fiche technique et Distribution.
Quadrille est un film français réalisé par Valérie Lemercier sorti le 23 avril 1997, d'après la pièce de théatre de Sacha Guitry, Quadrille de 1937.

## Synopsis
Carl Herickson, grande vedette de cinéma américain, va, sans le vouloir, chambouler la vie d'un trio parisien : un rédacteur en chef influent, Philippe de Morannes, sa compagne l'actrice de théâtre Paulette Nanteuil et la meilleure amie du couple, une jeune journaliste ambitieuse Claudine André.

## Fiche technique
- Réalisation : Valérie Lemercier
- Scénario : d'après la pièce de théâtre de Sacha Guitry
- Musique originale : Bertrand Burgalat
- Décors : Pierre Le-Tan
- Directeur de la photographie : Antoine Roch
- Date de sortie : 23 avril 1997
- Durée : 96 minutes
- Budget : 3 800 000 €

## Distribution
- Valérie Lemercier : Paulette Nanteuil
- André Dussollier : Philippe de Morannes
- Sandrine Kiberlain : Claudine André
- Sergio Castellitto : Carl Herickson
- Franck de Lapersonne : Maître d'hôtel
- Lise Lamétrie : Femme de chambre
- Didier Bénureau : Docteur Lamache
- Nicolas Seguy : Groom
- Michelle Dagain : Femme de chambre 2
- Emmanuel Benjamin : Majordome
- Michel Jean : Bagagiste

## Autour du film
C'est le premier film réalisé par Valérie Lemercier. Il s'agit d'un pastiche très poussé de la pièce éponyme et du premier film Quadrille : le générique, les décors, les costumes, les procédés cinématographiques, sont exactement ceux qui auraient pu avoir été utilisés dans un film français haut de gamme de la fin des années 1930, depuis le papier-peint rose à losanges jusqu'à l'absence totale de tournage extérieur, en passant par la bande-son jouée par un orchestre de chambre. 
Le texte original est respecté à la virgule près, sauf rares exceptions : des expressions surannées risquant de n'être plus comprises sont supprimées, de même que des scènes que Guitry avait éprouvé le besoin de rajouter dans son film par rapport à sa pièce (comme la scène du dîner avec Gaby Morlay, qui ne contribue pas à l'action et semble n'avoir été ajoutée que pour justifier un changement de décor).  
Les personnages principaux sont exactement identiques dans les deux films, André Dussollier reprenant le rôle créé par Sacha Guitry, Sandrine Kiberlain remplaçant Jacqueline Delubac, et Valérie Lemercier Gaby Morlay. Certains rôles secondaires, comme celui de Mme de Germont, sont en revanche supprimés.

## Box office
Le film a enregistré 135 022 entrées en France.